# Smile Pinki
Smile Pinki ist ein US-amerikanischer Dokumentarfilm aus dem Jahr 2008.

## Handlung
Pinki ist ein 5 Jahre altes Mädchen, das in einem Dorf im indischen Distrikt Mirzapur lebt. Pinkis Familie ist arm, das Mädchen selber hat eine Lippenspalte. Pinki wird auf Grund dessen von den anderen Einwohnern geschnitten. Das Mädchen und auch die Familie weiß nicht, dass eine einfache Operation helfen kann. Erst der Sozialarbeiter Pankaj, der von Dorf zu Dorf zieht, klärt die Familie auf, dass im Krankenhaus der Stadt Varanasi Patienten kostenlos operiert werden. Die Familie macht sich auf die Reise.

## Auszeichnungen
2009 wurde der Film in der Kategorie Bester Dokumentar-Kurzfilm mit dem Oscar ausgezeichnet.

## Hintergrund
Der Film hatte seine Premiere am 17. Juni 2008 beim Silverdocs Film Festival.
Der behandelnde Arzt, der plastische Chirurg Dr. Subodh Kumar Singh, war zusammen mit Pinki bei der Oscarverleihung anwesend.